# 北電子
株式会社北電子（きたでんし、英: Kita Denshi Corporation、通称：KITAC〈キタック〉）は、東京都豊島区に本社を置く電子機器メーカー。株式会社北電子ホールディングスの子会社。
レジャー産業事業部と印刷製本事業部があり、前者ではおもにパチスロやホールコンピュータ等の各種機器を製造し、後者では印刷、製本の品質検査システムを製造している。埼玉県川口市に工場を持つ。
パチスロ『ジャグラー』シリーズのメーカーとして有名。5号機の「アイムジャグラーEX」は、2010年まで5号機最大の設置台数となっていた。
2007年から2009年にかけて、プロ野球の東北楽天ゴールデンイーグルス、Jリーグのヴィッセル神戸の公式スポンサーとなっていた。契約期間は当初2年となっていたが、2009年も規模を縮小しスポンサードを継続した。

## 機種一覧

### 3号機以前（主要機種）
- 1980年 - モンスター
- 1981年 - モンスターパート２
- 1982年 - モンスターパート３サーカス
- 1985年 - キャスター（1号機）
- 1989年 - ガリバー（2号機）
- 1992年 - アポロン（3号機）

### 4号機（主要機種）
- 1994年 - クリエーター7
- 1996年 - サーカス３　サーカスDX
- 1996年 - ジャグラー
- 1998年 - 大漁2
- 1999年 - レジェンダ、ドッグアンドキャッツ2、ジャグラーV、北の湯7（7ライン機）
- 2000年 - メキシカンCT2、キングオブザタイガー（非完全告知）、マジョラン、バッカス（大量獲得機）
- 2001年 - ゴーゴージャグラー、アロットA（大量リーチ目機）
- 2002年 - ハイパージャグラーV、ジュエルマジック2、月光仮面
- 2003年 - ジャグラーガール、ミスターギャング（初のストック機）
- 2004年 - ゴーゴージャグラーV、ゴーゴークリエーター2
- 2005年 - ジャグラーTM、フォーアングラーズ
- 2006年 - ファイナルジャグラー

### 5号機
| 機種名                                       | 発売年月   | 備考                       |
| -------------------------------------------- | ---------- | -------------------------- |
| アイムジャグラーEX                           | 2007年1月  | 初の5号機                  |
| アイムジャグラー7                            | 2007年4月  |                            |
| ラブリージャグラーA                          | 2007年7月  |                            |
| ジャンキージャグラー                         | 2008年4月  |                            |
| 月光仮面                                     | 2008年4月  | 初の液晶搭載機、非完全告知 |
| 豊漁                                         | 2008年10月 | 非完全告知                 |
| SAIsai                                       | 2008年11月 | 非完全告知                 |
| クラシックジャグラー                         | 2009年4月  |                            |
| BON JOVI                                     | 2009年6月  | 非完全告知                 |
| アイムジャグラーSP                           | 2009年7月  |                            |
| ハッピージャグラーV                          | 2010年4月  |                            |
| マイジャグラー                               | 2010年9月  |                            |
| テンションブースター                         | 2011年3月  | 非完全告知                 |
| アイムジャグラーAPEX                         | 2011年3月  |                            |
| 浮浪雲                                       | 2011年11月 | 非完全告知                 |
| ミラクルジャグラー                           | 2011年11月 |                            |
| ニューアイムジャグラーEX                     | 2012年4月  |                            |
| マイジャグラーII                             | 2012年7月  |                            |
| マハロ-30                                    | 2012年9月  | 沖スロ                     |
| デュアルストーリー                           | 2012年11月 | 初のART機                  |
| ケータイ少女                                 | 2013年1月  | ART機                      |
| ジャグラーガールズ                           | 2013年4月  |                            |
| コイコイマハロ-30                            | 2013年5月  | 沖スロ                     |
| みんなのジャグラー                           | 2013年7月  |                            |
| 大漁II                                       | 2013年7月  | 非完全告知                 |
| パチスロ テイルズ オブ デスティニー          | 2013年11月 | ART機                      |
| ハッピージャグラーVII                        | 2014年4月  |                            |
| マタドール-30                                | 2014年4月  | 沖スロ                     |
| ニューアイムジャグラーEX-KT                  | 2014年8月  |                            |
| ワイワイマハロ-30                            | 2014年8月  | 沖スロ                     |
| パチスロ ヘルシング                          | 2014年8月  | ART機                      |
| パチスロ 機動新撰組 萌えよ剣～今宵、花散る～ | 2014年12月 | ART機                      |
| ゴーゴージャグラー                           | 2015年4月  |                            |
| パチスロ おとめ妖怪ざくろ                    | 2015年6月  | ART機                      |
| マイジャグラーIII                            | 2015年7月  |                            |
| イケイケマハロ-30                            | 2015年7月  | 沖スロ                     |
| パチスロ デッドマン・ワンダーランド          | 2015年10月 | ART機                      |

### 5.5号機・5.9号機
| 機種名                                                      | 発売年月   | 備考           |
| ----------------------------------------------------------- | ---------- | -------------- |
| パチスロ機動警察パトレイバー                                | 2016年4月  | ART機          |
| プチマーメイド                                              | 2016年4月  |                |
| ファンキージャグラー                                        | 2016年7月  |                |
| マタドールII-30                                             | 2016年8月  | 沖スロ         |
| アイムジャグラーEX Anniversary Edition                      | 2017年3月  |                |
| パチスロ輪るピングドラム                                    | 2017年3月  | ART機          |
| パチスロテイルズ オブ シンフォニア                          | 2017年6月  | ART機          |
| スーパーミラクルジャグラー                                  | 2017年6月  |                |
| ロイヤルマハロ-30                                           | 2017年7月  | 沖スロ         |
| パチスロこれはゾンビですか?                                 | 2018年4月  | 5.9号機、ART機 |
| マイジャグラーIV                                            | 2018年7月  | 5.9号機        |
| パチスロ ダンジョンに出会いを求めるのは間違っているだろうか | 2018年11月 | 5.9号機、ART機 |
| ゴーゴージャグラー2                                         | 2019年4月  | 5.9号機        |

### 6号機以降
| 機種名                                                       | 発売年月   | 備考                                      |
| ------------------------------------------------------------ | ---------- | ----------------------------------------- |
| マイフラワー-30                                              | 2019年4月  | 沖スロ、AT機                              |
| アイムジャグラーEX                                           | 2020年12月 |                                           |
| ノーゲーム・ノーライフ THE SLOT                              | 2021年6月  | 6.1号機、AT機                             |
| ファンキージャグラー2                                        | 2021年10月 |                                           |
| マイジャグラーV                                              | 2021年12月 |                                           |
| パチスロダンまち外伝 ソード・オラトリア                      | 2022年10月 | ゼクロスクリエイティブ製 6.4号機、AT機    |
| ハッピージャグラーV III                                      | 2022年10月 |                                           |
| マイフラワー2-30                                             | 2023年5月  | 6.5号機、沖スロ、AT機                     |
| ゴーゴージャグラー3                                          | 2023年7月  |                                           |
| 回胴式遊技機グランベルム                                     | 2023年9月  | ゼクロスクリエイティブ製 6.5号機、AT機    |
| キングクリエーター-30                                        | 2024年3月  | 沖スロ                                    |
| ジャグラーガールズSS                                         | 2024年4月  |                                           |
| パチスロ ダンジョンに出会いを求めるのは間違っているだろうか2 | 2024年4月  | ゼクロスクリエイティブ製 6.5号機、A+ART機 |
| ミスタージャグラー                                           | 2024年7月  |                                           |
| ウルトラミラクルジャグラー                                   | 2024年12月 |                                           |
| マタドールIII                                                | 2025年8月  | 初のスマスロ、ボーナストリガー搭載        |

出典：パチスロ機種情報（パチンコビレッジ）／機種インデックス（P-WORLD）

## 関連会社
- 株式会社北電子ホールディングス
- 株式会社ゼクロスクリエイティブ
- 株式会社キタック販売

## 製作委員会に参加したテレビアニメ
- 恐竜冒険記ジュラトリッパー（1995年） - 製作委員会：バップ、葦プロダクション、NAS、フジエイト